# Nannoniscus profundus
Nannoniscus profundus är en kräftdjursart som beskrevs av Jörundur Svavarsson 1982. Nannoniscus profundus ingår i släktet Nannoniscus och familjen Nannoniscidae. Inga underarter finns listade i Catalogue of Life.